# Union nationale (Suisse)
Pour les articles homonymes, voir Union nationale.
L'Union nationale est un parti politique genevois nationaliste créé en 1932 et disparu en 1945.
Le parti est le plus important des mouvements frontistes en Suisse romande. Durant ses années d'activité, il collabore avec les différents partis de droite et du centre au sein de l'Entente nationale.

## Fondation
L'Union nationale (U.N.) naît en 1932 de la fusion de deux partis politiques : l'Union de défense économique (UDE) et l'Ordre politique national (OPN).
Fondée en 1923 par l'aile droite du Parti démocratique (devenu par la suite le Parti libéral), l'UDE est un parti antiétatiste, corporatiste et antisocialiste possédant des élus au niveau fédéral, cantonal et communal. En perte de vitesse lors des élections fédérales de 1931 (avec seulement 5 % des voix), l'UDE entame alors des négociations avec l'OPN en vue d'une fusion. Ce dernier est un parti nationaliste, fondé en décembre 1930 et dirigé par Georges Oltramare, qui ne dispose pas d'élus mais possède un contingent important de militants actifs, dont plusieurs maurassiens.
Le nouveau parti dispose donc, en 1932, de quinze députés au Grand Conseil et d'un conseiller d'État.

## Doctrine politique

### Programme issu de la fusion
En 1932, le premier programme de l'Union nationale est issu d'un compromis entre l'UDE et l'OPN et le classe comme parti de droite antiétatiste, corporatiste et antimarxiste et non comme parti d'extrême droite. Le parti souhaite abaisser la fiscalité (notamment sur les successions en ligne directe et entre conjoints), équilibrer les comptes de l'Etat et limiter le protectionnisme, mais il ne s'oppose pas à la démocratie et se dit favorable à la mise en place d'allocations familiales. Il demande en outre l'expulsion des étrangers abusant de l'assistance sociale. 

### Programmes d'extrême droite
En 1933, le parti adopte des positions antisémites et d'extrême droite et critique le libéralisme et la démocratie. Il réclame en outre, tout comme le Parti indépendant chrétien-social (ancêtre du Parti démocrate-chrétien), « une Suisse chrétienne, fédérative et corporative » et se déclare favorable au retour à une confédération d'Etats cantonaux indépendants mais alliés, où l'entité confédérale serait en charge uniquement des relations extérieures. C'est toutefois en 1934 que l'U.N. se prononce véritablement contre la démocratie et adopte des positions révolutionnaires. 
En 1935, l'U.N. abandonne le confédéralisme pour une position anticentralisatrice demandant que tout accroissement des compétences de l'Etat fédéral soit soumis à l'approbation d'une très forte majorité des cantons. En 1936, l'U.N. se déclare favorable au salaire minimum, à la semaine de 40 heures et aux vacances payées. En 1936, le parti s'affirme en outre favorable à la mise en place d'un régime autoritaire en Suisse, avant de faire marche arrière en 1937 en prônant la sortie du régime démocratique sans tomber dans la dictature.

### Fascisation graduelle
L'U.N. adopte progressivement, au fil des années qui suivent, des traits propres au fascisme (prétentions totalitaires, principe du chef, organisation selon un mode militaire, idéalisme fondé sur l'action). Ainsi elle affirme la nécessité de dissoudre les partis et les législatifs cantonaux et communaux pour les remplacer par sa seule gouvernance, et d'adjoindre à la police un corps de ses militants. Le parti a pour devise, dès juin 1935, « une doctrine, une foi, un chef ». 

### Rupture avec le fascisme
Cependant, en 1939, la nouvelle direction de l'U.N., succédant à Oltramare, retourne à une position davantage favorable à la démocratie. Le programme du parti succédant à celui de l'ère Oltramare s'oppose à toute influence étrangère, y compris totalitaire ou « raciste », se dit favorable aux contrats collectifs pour les travailleurs (équivalents aux actuels CCT) et aux congés payés et veut lutter contre les monopoles et les trusts et accorder le droit de vote aux femmes célibataires qui travaillent. La nouvelle direction considère par ailleurs que le marxisme n'est plus l'ennemi n°1, mais que celui-ci est plutôt "le régime radical", aussi qualifié de "dictature radicale". 

## Organisation

### Direction du parti
Lors de sa fondation en 1932, l'Union nationale se voit doter d'une direction collégiale composée de quatorze membres, dont une moitié d'anciens membres de l'UDE, notamment William Droin, Auguste Dupont-Lachenal, Bernard Naef et Jean Poncet-Adami, et une moitié d'anciens membres de l'OPN, dont Oltramare. Le président du premier conseil de direction est l'ex-UDE William Droin. En 1933, Roger Steinmetz le remplace à la présidence et en mai 1934, le nombre de membres du conseil de direction est porté à huit. En avril 1935, lors d'une assemblée générale, le conseil de direction de l'U.N. est supprimé et Oltramare devient le chef unique de l'Union nationale. Il est alors surnommé « le petit Duce de Genève ». Ce changement provoque le départ de quelques membres du parti. Dès 1932, le conseil de direction est toutefois assisté par un comité général. En 1935, Oltramare le remplace par un conseil des responsables de l'U.N.. En janvier 1939, Oltramare quitte la direction du parti. Un conseil de direction est alors restauré. C'est cet organe qui dirige l'U.N. jusqu'en 1945.

### Journaux du parti
Le journal de l'Union nationale est d'abord en 1932 Le Citoyen, l'ancien journal hebdomadaire de l'UDE, avec comme rédacteur en chef Auguste Testuz, ancien membre de l'OPN. Cependant, en 1933, Le Citoyen est remplacé par un nouveau journal nommé L'Action nationale et sous-titré initialement Journal politique et littéraire, avec comme rédacteur en chef Paul Bonny, autre ancien membre de l'OPN. En 1937, le nombre d'abonnés est de 3 000. Il existe en outre une association des Amis de L'Action nationale. L'imprimeur de l'U.N. est l'imprimerie de la Tribune de Genève. 
En 1940, L'Action nationale laisse place au Bulletin de l'Union nationale qui disparaît en septembre 1943. L'organisation de jeunesse de l'U.N. possède en outre son propre organe de presse : La Relève. Le financement des journaux du parti est assuré par la publicité à la hauteur de 23% en 1932, mais décroît jusqu'à 7% en 1938.
La rédaction du journal collabore en outre avec une petite agence internationale appelée l'agence B.U.T. Cette dernière se compose de quatre Hongrois, dont André Tamas, d'un Ukrainien et d'un prêtre slovaque.

### Effectifs et assemblées du parti
L'U.N. compte jusqu'à 2 000 membres en 1937 en plus de 1000 sympathisants en 1938. Ses membres sont en majorité des indépendants, des commerçants, des artisans et des petits patrons, mais le parti compte aussi des employés de bureau, des membres des professions libérales et des artistes. Bien qu'existant, les ouvriers et les agriculteurs sont faiblement représentés au sein de l'U.N.. La moyenne d'âge des membres de l'U.N. est en outre particulièrement basse. Dès 1936, les membres de l'U.N. doivent appartenir à l'organisation corporative de leur métier.
Les militants de l'U.N. défilent régulièrement dans les rues de Genève en uniforme (béret basque et chemise grise) au son d'une clique. Dès 1934, ils prêtent le « serment du banneret» et, dès 1935, chantent le Cé què l'ainô à la fin de leurs assemblées. Entre 1932 et 1937, celles-ci ont lieu 23 fois au Victoria Hall. 

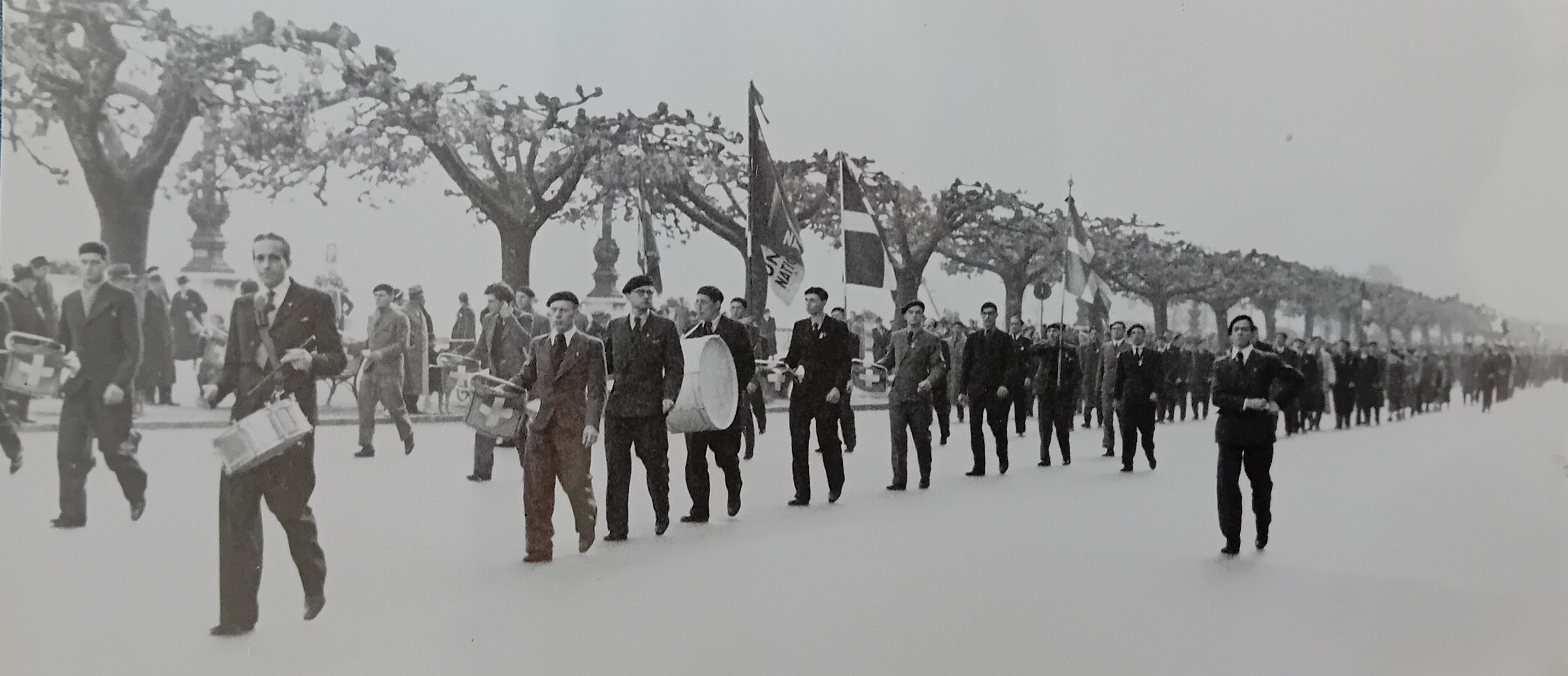
Défilé de l'Union nationale sur le quai du Mont-Blanc à Genève

### Sections et commissions du parti
A l'origine, l'U.N. compte uniquement deux commissions : la commission de la presse et celle des questions sociales. Par la suite, les commissions sont remplacées par de nombreuses sections. Le parti compte ainsi plusieurs sections organisationnelles : députation, électorale, financière, de presse, de propagande, de propagande en campagne et de propagande électorale. Il possède en outre des sections catégorielles : féminine, jeunesse, cadets (dix à seize ans), ouvrière appelée la SOUV, jeunesse ouvrière, beaux-arts (pour les artistes), alémanique appelée Winkelried, spectacle (pour les professionnels du théâtre et du cinéma). Il dispose de sections consacrées à l'étude : commerce, doctrine et histoire (centrée sur les institutions helvétiques et le fédéralisme), militaire et travaux publics (urbanisme). A ces sections, s'ajoute enfin celles conçues pour l'entraide, le cercle social helvétique, ou pour rassembler les membres autour de loisirs : la section musique (qui comprend un orchestre, une fanfare, un ensemble de jazz, une chorale et un club de jodlers), la section récréative (organisatrice de soirées dansantes), récréation (art amateur) et le cercle sportif national (tennis, ski, montagne, volley-ball). Toutes ces sections se réunissent tant que fin 1935, le calendrier de l'U.N. comporte trois à quatre convocations par jour ouvrable. En 1939, durant la mobilisation, un service d'entraide aux membres mobilisés et à leurs familles est mis en place par l'U.N.

### Financement du parti
Le financement de l'U.N. est assuré par les cotisations de ses membres et de ses sympathisants et par des dons. Entre 1932 et 1934, le parti bénéficie d'un financement suffisant grâce à sa composante patronale UDE. Toutefois, à mesure que les anciens notables de l'UDE se retirent les recettes du parti se réduisent, plongeant l'U.N. dans des difficultés financières (budgets déficitaires et dettes) qui le poursuivront jusqu'à sa disparition. 

### Locaux du parti
Les membres se réunissent d'abord dans les locaux de l'UDE, au-dessus d'un café du Cours de Rive, au sein d'un club créé par eux et nommé Cercle national, qui contient notamment une table de ping-pong et une bibliothèque. En 1934, l'U.N. déménagé dans des locaux plus spacieux à la rue du Rhône, fournis par Arnold Wyrsch. Ces locaux consistent en une salle de réunion pouvant accueillir 400 personnes, une salle de lecture, un bar-restaurant, un hall d'exposition de peintures, d'une salle de conseil, d'un secrétariat, d'une chancellerie, d'une salle d'attente et de bureaux.

## Résultats électoraux

### Élections au Conseil national
- 1935 : apparentement avec le Parti radical (PR), le Parti démocratique (PD) et le Parti indépendant chrétien-social (ICS), ancêtre du Parti Démocrate-Chrétien[57] ; l'U.N. présente 5 candidats et son candidat Théodore Aubert est élu en battant de quelques voix son colistier Georges Oltramare[58].
- 1939 : désorganisée par la mobilisation, l'U.N. ne présente pas de candidats[59].

### Élections cantonales

#### Grand Conseil
- 1933 : apparentement avec le PD[4] ; 9 députés[60], dont Oltramare[61],[62].
- 1936 : apparentement avec le PR, le PD et les ICS[57] ; 10 députés[63].
- 1939 : désorganisée par la mobilisation et manquant d'argent, l'U.N. ne présente pas de candidats[59].
- 1942 : l'U.N. se présente sur la liste coalisée de l'Alliance des indépendants[64] ; 13 députés U.N.[65], puis 12 après un désistement[66]. Les députés U.N. font scission du groupe de l'alliance en 1943 sous le nom Ralliement national.

#### Conseil d'État
- 1933 : l'U.N. soutient la liste présentée par le PR, le PD et les ICS[60].
- 1936 : l'U.N. soutient la liste du PR, du PD et des ICS, dans le cadre d'une alliance et d'un programme commun[67].

### Élections communales

#### Conseils municipaux
- 1935 : Ville de Genève : dans le cadre d'un apparentement avec le PD, les ICS et le PR ; 8 conseillers municipaux[68].
- 1935 : Collonge-Bellerive : alliance avec le PD et les ICS : 1 conseiller municipal[68].
- 1935 : Chêne-Bougeries : 3 conseillers municipaux[68].
- 1939 : Ville de Genève : 2 conseillers municipaux (Charles Burklen et Albert Dentan)[69].

#### Conseil administratif
- 1935 : Ville de Genève : alliance avec les ICS ; l'U.N. présente Henri-Muller Dumas et les ICS Georges Constantin ; le candidat de l'U.N. n'est pas élu.

## Relations avec les autres acteurs politiques

### Relations avec les acteurs politiques nationaux
Entre 1932 et 1945, l'Union nationale collabore avec le Parti démocrate, le Parti indépendant chrétien-social et le Parti radical, et s'allie régulièrement avec eux au sein de la coalition de l'Entente nationale, mise en place dès 1936 et dotée d'un programme commun.  
En juin 1934, les jeunesses démocrates, chrétiennes-sociales et de l'U.N. se réunissent au sein d'une organisation commune, les Jeunesses politiques nationales, renommée Jeunesses nationales en 1935. À partir de là constitution de l'Entente nationale en 1936, elles cessent leurs activités.  
Dès 1936, le Parti démocrate réfléchit à une éventuelle fusion avec l'U.N. En novembre 1938, les deux partis entrent en discussion à ce sujet. En cas de fusion, Oltramare aurait dû abandonner la direction du parti, il aurait obtenu en échange la rubrique littéraire du Journal de Genève et peut-être la direction de la Comédie. Ce projet n'aboutira cependant pas car le PD n'est pas convaincu par le degré d'adhésion à la démocratie de l'U.N.
L'U.N. ne rejoignit jamais la Fédération fasciste suisse. En 1934, elle contraint d'ailleurs à la démission certains de ses membres attirés par la Fédération. Cependant, en juin 1934, elle participe à la fondation de la Ligue des Patries romandes, avec Ordre et Tradition (Vaud), l'Ordre national neuchâtelois, l'Union nationale et sociale (Fribourg) et le Front valaisan. En 1937, comme l'U.N. commence à s'étendre en Suisse romande, elle rompt avec la Ligue. C'est cette année-là que l'U.N. crée une organisation nommée Unions nationales romandes, ayant son siège à Genève, comprenant les unions nationales des autres cantons romands (Vaud, Valais, Fribourg, Neuchâtel et Jura) et dirigé par Oltramare.
En 1937, l'U.N. passe un accord avec le leader du Front national, Rolf Henne, concernant le partage de leurs zones d'influence en Suisse. Selon cet accord l'U.N. reçoit l'exclusivité de la Suisse romande et le Front national celle de la Suisse alémanique. Les membres de la section genevoise du Front rejoignent ainsi le parti genevois. En 1939, le conseil de direction de l'U.N. affirme en outre n'avoir jamais eu aucun rapport avec le Front national.
Gonzague de Reynold donne plusieurs conférences à l'U.N. au fil des années, et notamment en 1933, 1934 et 1936, tout comme l'ancien conseiller fédéral Jean-Marie Musy.

### Relations avec les acteurs politiques internationaux
Le journal socialiste Le Travail accuse Oltramare d'avoir assistée en décembre 1935 au congrès fasciste de Montreux avec d'autres leaders nationalistes, tels que Ante Pavelić, Léon Degrelle et José Antonio Primo de Rivera, ce que l'accusé nie. En 1937, l'U.N. accueille Charles Maurras lors d'une de ses assemblées.  

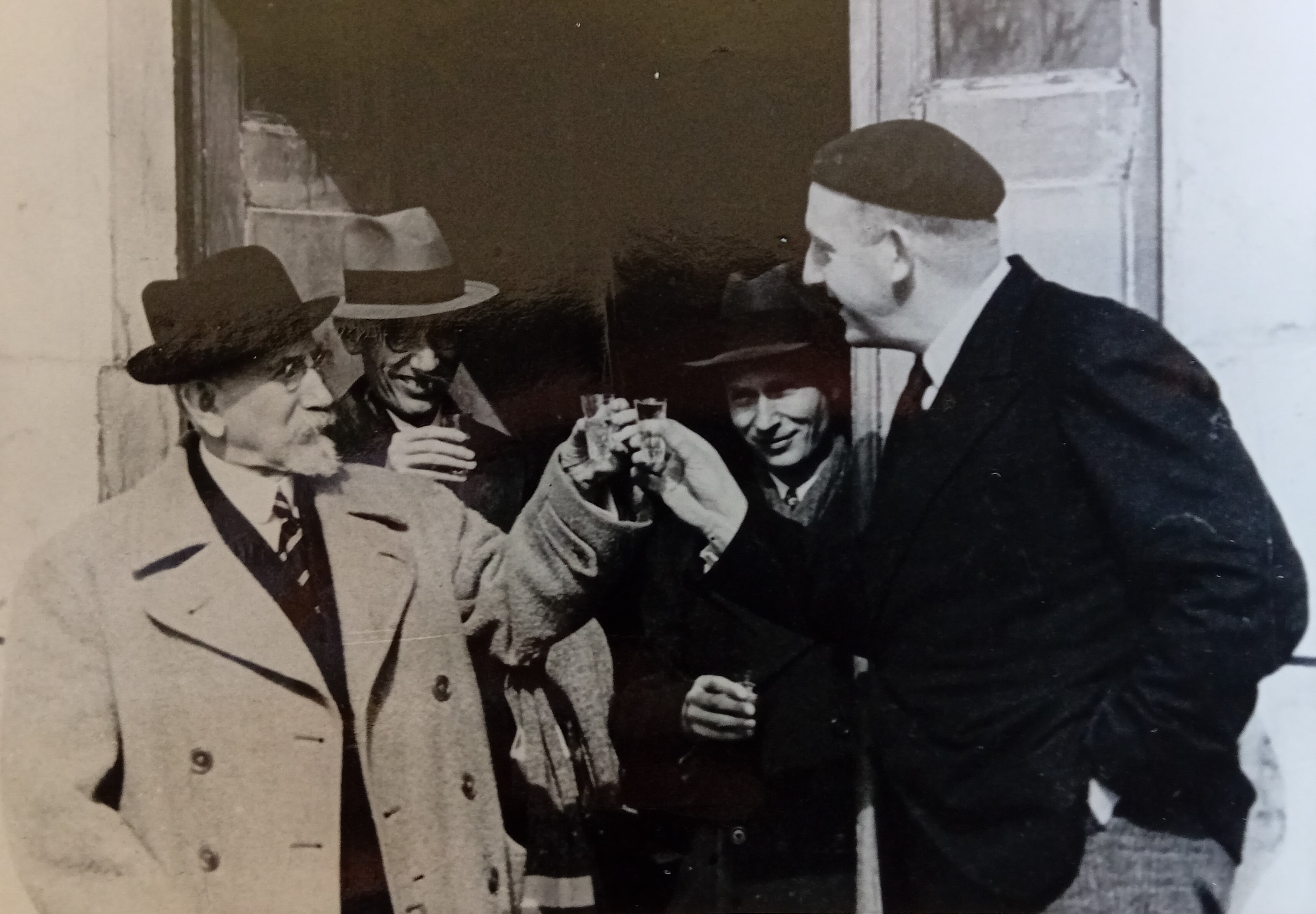
Charles Maurras à l'Union nationale à Genève en 1937

Bien qu'Oltramare bénéficie de l'aide et de subsides du dictateur italien Benito Mussolini (sous la forme d'un bureau et d'une secrétaire), l'U.N. n'est pas financée par le parti fasciste italien ou Mussolini lui-même. Toutefois, à l'occasion du premier anniversaire de l'empire italien, Oltramare et cinquante militants de l'U.N. sont reçus, de façon impromptue, par Mussolini en mai 1937 à Rome.
La position de l'U.N. sur le nazisme est disparate et fait l'objet d'un débat interne s'étendant sur plusieurs années. Si une position favorable finit par s'imposer avant la Guerre, la nouvelle direction du parti y met fin en 1939.
L'U.N. collabore régulièrement avec le Conseil slovaque, une organisation prônant le rapprochement de la Slovaquie avec la Hongrie et pilotée en fait par cette dernière. 
Matsuzō Nagai est reçu par l'U.N. pour donner une conférence, laissant supposer l'existence de relations avec l'empire du Japon. 

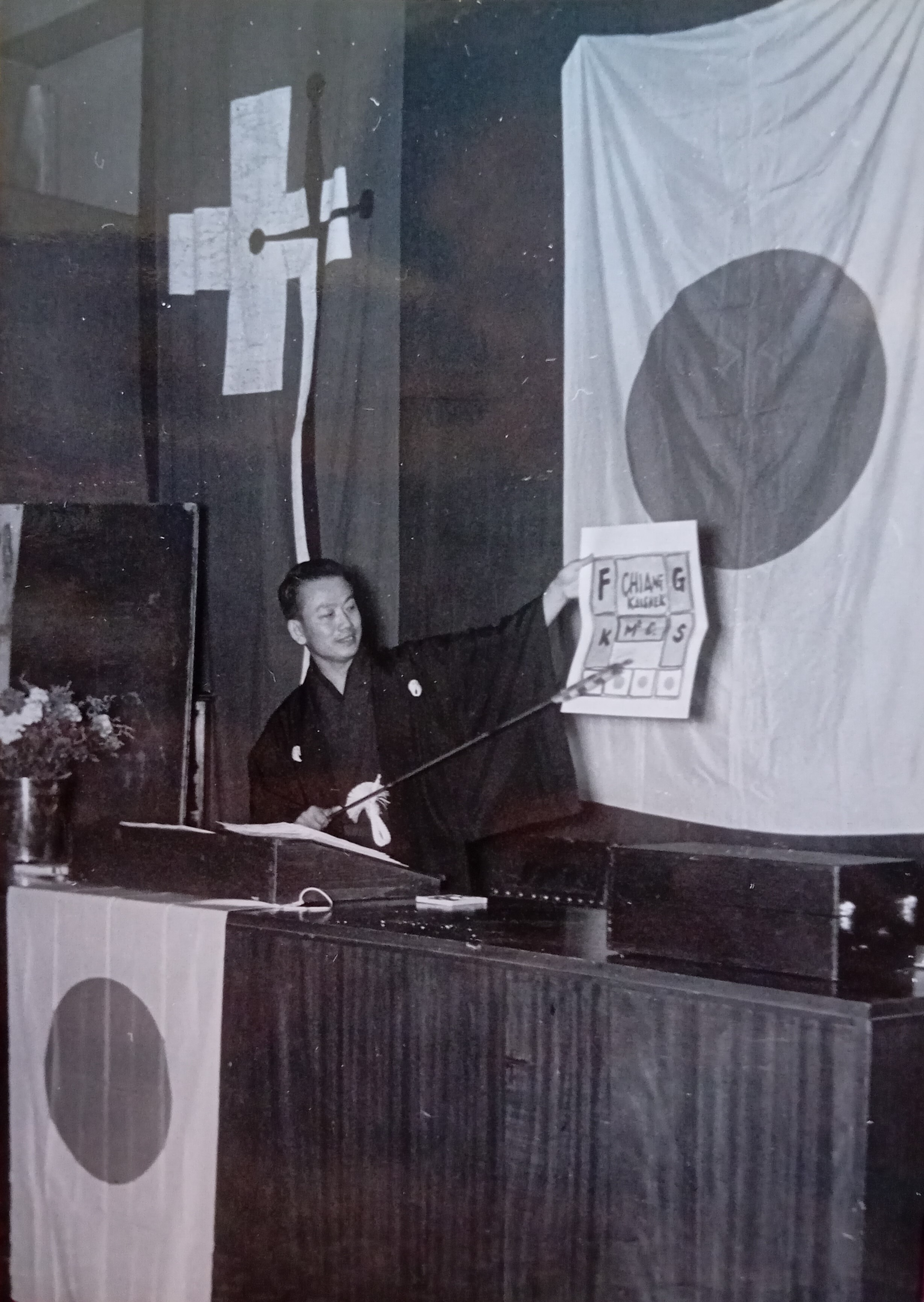
Matsuzō Nagai en conférence à l'Union nationale

En janvier 1940, l'U.N. annonce qu'elle s'abstient de toute politique internationale afin de respecter les devoirs qu'impose la stricte neutralité suisse en temps de guerre.

## Rôle joué dans la fusillade de novembre 1932
Le 9 novembre 1932, l'Union nationale met en accusation publique à la salle communale de Plainpalais deux dirigeants socialistes : Léon Nicole et Jacques Dicker. Une contre-manifestation est organisée par les militants de gauche. Pour maintenir l'ordre, le gouvernement genevois obtient du Département militaire fédéral l'intervention de recrues de l'école d'infanterie de Lausanne. Malmenés par les manifestants, certains des soldats ouvrent le feu sur la foule des manifestants faisant 13 morts et 65 blessés. Le gouvernement dominé par la droite, à qui l'Union nationale assure une majorité au Grand Conseil et qui y est représentée par 9 députés, intervient pour que Nicole et d'autres socialistes soient inculpés pour ces troubles. Condamné par les Assises fédérales à six mois de prison, Nicole est pourtant élu six mois plus tard, à sa sortie de prison, au gouvernement.

## Scission et disparition
Après l'échec d'un projet de fusion entre l'Union nationale et le Parti démocratique genevois (sous le nom de Parti National), Oltramare démissionne en janvier 1939et entre en conflit avec la nouvelle direction en juillet 1939. Il fonde alors, en novembre 1939, une nouvelle organisation, l'Association des Piloristes, que rejoint une partie des membres de l'U.N., avec laquelle la nouvelle direction prend officiellement ses distances en janvier 1940. A cause de leur éloignement doctrinal grandissant vis-à-vis de l'U.N., Oltramare et ses partisans sont finalement exclus du parti en avril 1940. Toutefois, comme Oltramare quitte la Suisse en mai 1940, ses partisans contribuent alors à fonder, en juin 1940, le Mouvement national suisse, avant que ce dernier ne soit interdit et dissout par le Conseil fédéral en novembre de la même année. 
Du fait de la scission, de la mobilisation et du départ de son secrétaire général, l'U.N. s'affaiblit. Elle ne compte ainsi plus que 850 membres fin 1941. Le parti connaît cependant un important rebond électoral en novembre 1942 et fait campagne en faveur de l'initiative Stalder.
À la fin de la Deuxième Guerre mondiale, l'assemblée générale de l'U.N. vote la dissolution du parti.